# Jules de Jongh
Jules de Jongh este o actriță, cântăreață și gazdă radio, cunoscută pentru dublajul lui Faith, protagonista jocului Mirror's Edge și pentru rolul lui Emily din varianta americană a serialului de desene animate Locomotiva Thomas și prietenii săi.

## Legături externe
- Jules de Jongh la Internet Movie Database